# エレクトリック・プルーンズ
エレクトリック・プルーンズ（The Electric Prunes）は、1965年にカリフォルニア州ロサンゼルスで結成されたアメリカのガレージ／サイケデリック・ロック・バンド。

## 概要
音楽史家のリッチー・ウンターバーガーが評したように、バンドの音楽の多くは "不気味で、時に苦悩に満ちた雰囲気 "を持っていた。彼らの最も成功した楽曲は、ソングライターのアネット・タッカーとナンシー・マンツによるものだったが、彼ら自身の曲もあった。サイケデリアとエレクトロニック・ロックの要素を取り入れたバンドのサウンドは、ファズ・トーンのギターと発振するサウンド・エフェクトによる革新的なレコーディング・テクニックが特徴的だった。さらに、ギタリストのケン・ウィリアムスとシンガーのジェイムズ・ロウが提唱した「フリーフォームなガレージ・ミュージック」というコンセプトは、同時代の多くのバンドよりも豊かな音のパレットと探求的な歌詞の構造をバンドにもたらした。
バンドは1966年にリプリーズ・レコードと契約し、その年の後半に最初のシングル「Ain't It Hard」をリリースした。ファースト・アルバム『今夜は眠れない』には、全米チャート入りした2曲「今夜は眠れない」と「Get Me to the World on Time」が収録されている。セカンド・アルバム『アンダー・グラウンド・サウンド』の登場により、バンドはより自由に自分たちの曲を作るようになった。しかし、デヴィッド・アクセルロッドによる革新的で複雑なアレンジをアルバム『ヘ短調のミサ』と『Release of an Oath』でレコーディングできないことが判明したため、オリジナル・グループは1968年までに解散した。両アルバムは、レコード・プロデューサーのデヴィッド・ハッシンガーが権利を所有するバンド名でリリースされたが、大部分はケニー・ロギンスなど、他のミュージシャンによって演奏された。1999年にオリジナル・メンバーの何人かが再結集し、レコーディングを再開した。オリジナル・メンバーはリード・シンガーのジェイムズ・ロウだけだが、バンドは今でも時々演奏している。

## バンドメンバー

### 現在のメンバー
- ジェームズ・ロウ - リード・ヴォーカル、ハーモニカ、パーカッション、テルミン、ギター、オートハープ（1965年～1968年、1999年～現在）
- スティーヴ・カラ - リード・ギター、バッキング・ヴォーカル（2003年～現在）
- ジェイ・ディーン - リズム・ギター、バッキング・ヴォーカル（2004年～現在）
- ウォルター・ガルセス - ドラム（2006年～現在）
- ロッコ・グアリノ - ベース、バッキング・ヴォーカル（2013年～現在）

### 過去のメンバー
- マーク・チューリン（1965-1968、1999-2011、2011年没） - ベース、キーボード
- ケン・ウィリアムス（1965-1968、1999-2003、2006）：リード・ギター
- マイケル "クイント" ウィークリー (1965-1966、1967、2001) - ドラム、パーカッション
- スティーヴ・アコフ（1965年）
- ディック・ハーグレイヴス（1965年） - キーボード
- プレストン・リッター（1966年～1967年、2015年没） - ドラム、パーカッション
- ジェイムス "ウィーゼル" スパニョーラ（1966年～1967年、2000年頃没）：リズム・ギター、バッキング・ヴォーカル、リード・ヴォーカル
- ジョー・ドゥーリー（1967年～1968年、2001年～2005年） - ドラムス
- マイク・ガノン（1967年～1968年、1972年没） - リズム・ギター
- ジョン・ヘロン（1968-1970、2003年没） - キーボード
- マーク・キンケード（1968年～1970年、1994年頃没）：ギター、バッキング・ヴォーカル
- ブレット・ウェイド (1968-1970) - ベース、バッキング・ヴォーカル、フルート
- ディック・ウェットストーン（1968-1970）：ドラムス、リード・ヴォーカル、ギター
- ケニー・ロギンス（1968）
- ジェロミー・スチュアート（1968年）
- ロン・モーガン（1969-1970、1989年没） - ギター
- キャメロン・ロウ (2001-2003) - キーボード
- マーク・マウリン (2001-2003) - リード・ギター
- グレン・ボスティック（2007年）

## ディスコグラフィー

### スタジオアルバム
- 今夜は眠れない（The Electric Prunes） (1967)
- アンダー・グラウンド・サウンド（Underground） (1967)
- ヘ短調のミサ（Mass in F Minor） (Composed by David Axelrod) (1968)
- Release of an Oath (1968)
- ロックン・ロールがなつかしい（Just Good Old Rock and Roll） (1969)
- Artifact (2001)
- California (2004)
- Feedback (2006)
- WaS (2014)

### ライヴアルバム
- Stockholm '67 (Heartbeat BMRO39), 1997
- Return to Stockholm Live at Debaser 2004 (PruneTwang 8-69691-13), 2012

### 米国盤シングル
- "Ain't It Hard" / "Little Olive" (Reprise 0473), 1966
- "I Had Too Much to Dream (Last Night)" / "Luvin" (Reprise 0532) 1966 (US #11, UK #49)
- "Get Me to the World on Time" / "Are You Lovin' Me More (But Enjoying it Less)" (Reprise 0564), 1966, (US #27, UK #42)
- "Vox Wah-Wah Ad" (Thomas 08-000132-0), 1967
- "Dr. Do-Good" / "Hideaway" (Reprise 0594), 1967 (US #128)
- "The Great Banana Hoax" / "Wind-up Toys" (Reprise 0607), 1967
- "Everybody Knows You're Not in Love" / "You Never Had it Better" (Reprise 0652), 1968
- "I Had Too Much to Dream (Last Night)" / "Get Me to the World on Time" (Reprise 0704 – Double A-side), 1968
- "Shadows" (Reprise PRO 287), 1968, one-sided single
- "Sanctus" / "Credo" (Reprise PRO 277), 1968
- "Help Us (Our Father, Our King)" / "The Adoration" (Reprise PRO 305), 1968
- "Hey! Mr. President" / "Flowing Smoothly" (Reprise 0756), 1969
- "Sell" / "Violent Rose" (Reprise 0833), 1969
- "Love Grows" / "Finders, Keepers, Losers, Weepers" (Reprise 0858), 1969
- "Hollywood Halloween" (Birdman Records BMR1313), 2001, Peter Lewis (Moby Grape) backed by The Electric Prunes)
- "Get Me to the World on Time" (Live) (Birdman Records BMR037), 2002 (recorded at Voxfest III in June 2001)
- "Left in Blue" (original by Azure Halo)

### 欧州盤シングル
- "I Had Too Much to Dream (Last Night)" / "Luvin" (Reprise RS 20532), 1966, UK
- "Get Me to the World on Time" / "Are You Lovin Me More (But Enjoying It Less)" (Reprise RS 20564), 1967, UK
- "The Great Banana Hoax" / "Wind-Up Toys" (Reprise RS 20607), 1967, UK
- "Long Days Flight" / "The King In His Counting House" (Reprise RS 23212), 1967, UK
- "I Had Too Much To Dream (Last Night)" / "Luvin'" / "Little Olive" / "Ain't It Hard" (Reprise RVEP 60098), 1967, France
- "Everybody Knows You're Not In Love" / "You Never Had It Better" (Reprise RS 20652), 1968, UK
- "Long Day's Flight" / "Dr. Do-Good" / "The Great Banana Hoax" / "Captain Glory" (Reprise RVEP 60110), 1968, France
- "Everybody Knows You're Not In Love" / "You Never Had It Better" (Reprise RV 20149), 1968, France
- "Hey Mr President" / "Flowing Smoothly" (Reprise RV 20198), 1969, France
- "I Had Too Much To Dream (Last Night)" / ("Lies" by the Knickerbockers) (Elektra K 12102), 1973 (from the Nuggets compilation), UK
- "I Had Too Much To Dream (Last Night)" / "Luvin" (Radar ADA 16 – picture sleeve reissue), 1979, UK

### 日本盤シングル
- 「今夜は眠れない」I Had Too Much to Dream (Last Night) / 「ルービン」Luvin（リプリーズ・レコード　JET-1735）1966年
- 「チャンスを逃がすな」Get Me to the World on Time　/ 「明日のことはわからない」Are You Lovin Me More (But Enjoying It Less)（リプリーズ・レコード　JET-1752S）1967年
- エレクトリック・プルーンズ EP (「今夜は眠れない」I Had Too Much to Dream (Last Night) / 「明日のことはわからない」Are You Lovin Me More / 「チャンスを逃がすな」Get Me to the World on Time / 「9時15分前」About A Quarter To Nine（リプリーズ・レコード　SJET-460）年不明

### コンピレーションアルバム
- Long Day's Flight (Edsel Records / Demon Records), 1986, UK
- The Singles (Gone Beat), 1995, Israel
- Lost Dreams (Birdman Records / Heartbeat Records), 2000, US
- The Sanctions / Jim and the Lords - Then Came the Electric Prunes (Heartbeat Productions), 2000, UK (pre-Electric Prunes recordings（
- Too Much To Dream - Original Group Recordings: Reprise 1966-1967 (Rhino Records / Reprise Records), 2007, UK & Europe
- The Original Albums Series, 5-CD box set, released 2012

### オムニバス盤収録
- Easy Rider, 1969 (includes "Kyrie Eleison")
- ナゲッツ:オリジナル・アーティファクツ・フロム・ザ・ファースト・サイケデリック・エラ、1965-1968 (includes "I Had Too Much To Dream (Last Night)"), 1972  Elektra, reissued 1976 Sire, reissued 1998 as a 4-CD Box Set Rhino, also includes "Get Me To The World On Time").
- Pebbles, Volume 2, 1979 (includes "Vox Wah-Wah Radio Ad"), BFD Records, reissued 1992 on CD by AIP Records
- Rarities, 1981 (4 songs from a 1967 concert in Stockholm plus the Vox ad, split with Count Five), Great Live Concerts label

### DVD
- リワイアード（Rewired） (Snapper Music), 2002, UK